# Anders Petersen (fotógrafo)
Anders Petersen (n. 3 de mayo de 1944) es un fotógrafo sueco destacado por su obra sobre los grupos marginados de la sociedad.
Estudió con Christer Strömholm entre 1966 y 1968 en la escuela de fotografía de la Universidad de Estocolmo. Entre 1973 y 1974 estudió en la Escuela Superior de Cine, Televisión, Radio y Teatro de Estocolmo conocida como Dramatiska Instituet.
En 1967 inició el proyecto del Café Lehmitz de Hamburgo, local frecuentado por prostitutas y homosexuales, que consistió en hacer fotografías de las personas que iban al mismo durante tres años, sus resultados aparecieron en un libro con el nombre del café publicado en 1978 y que fue reeditado en 2004.
En 1970 comenzó a trabajar como fotógrafo independiente colaborando con diferentes publicaciones suecas pero lo abandonó y se dedicó a realizar trabajos libres publicando en 1973 su primer libro titulado Gröna Lund y en 1976 el titulado En dag på circus, aunque su reconocimiento vino en 1978 con el libro Café Lehmitz.
Su primera exposición individual la realizó en la Bienal de París de 1969, en 1977 se pudo contemplar su obra en los Encuentros de Arlés y después realizó tras en Karlsruhe (1979), Houston (1988) y Estocolmo (1991), pero entre 1997 y 1999 realizó una gran retrospectiva que estuvo en Gotemburgo, Amberes y Herten.
Fue elegido "Fotógrafo del año" en los Encuentros de Arlés de 2003 y en 2009 recibió el premio de "Libro de Autor" en los encuentros de ese año por su libro From back home.
En 2008 recibió el Premio Dr. Erich Salomon.